# Жил, Фредерику
Фредерику (Фред) Жил (порт. Frederico Gil; р. 24 марта 1985, Лиссабон) — португальский профессиональный теннисист, игрок сборной Португалии в Кубке Дэвиса.

## Спортивная карьера
Фредерику Жил начал играть в теннис в пятилетнем возрасте. В 2002 году он выиграл юношеский турнир в Боливии и дважды выходил в финал юношеских турниров у себя дома, в Португалии, а на следующий год победил в двух юниорских турнирах, в Аргентине и Португалии. 2003 год он закончил на десятом месте в юниорском рейтинге ITF. В этом же году он начал выступления в открытых мужских турнирах ITF (ITF Futures).
В марте 2004 года Жил выиграл свой первый «фьючерс» в парном разряде. За год он ещё два раза играл в финалах и передвинулся в рейтинге игроков в парном разряде почти на тысячу мест вверх, в четвёртую сотню. В этом году он также начал выступления за сборную Португалии в Кубке Дэвиса, внеся решающий вклад в победу над командой Туниса, а затем потерпев три поражения в матче против Сербии и Черногории. На следующий год он выиграл три «фьючерса» в одиночном разряде, поднявшись к концу года до третьей сотни в рейтинге, а в Боготе в паре с Марсело Мело пробился в свой первый финал турнира уровня ATP Challenger. В составе сборной он выиграл шесть из семи своих встреч в Европейско-африканской группе, обеспечив португальской команде победы над Эстонией, Алжиром и Словенией.
В июне 2006 года Жил выиграл «челленджер» в итальянском городе Сассуоло и вошёл в число 200 лучших теннисистов мира в одиночном разряде. За следующий год он четыре раза с разными партнёрами выходил в финал «челленджеров» в парном разряде, но ни разу не добился победы. В одиночном разряде он только один раз, в Севилье, попал в финал и выиграл его. На протяжении сезона он одержал несколько побед над игроками из первой сотни, но сам в неё пока войти не сумел.
В 2008 году Жил выиграл по два «челленджера» в одиночном и парном разряде. В мае он пробился через квалификационное сито в основную сетку Открытого чемпионата Франции, где проиграл Жереми Шарди. Через месяц они снова встретились в первом круге Уимблдонского турнира, куда Жил также попал через отбор, но Шарди снова оказался сильней. Правда, на этот раз для победы ему понадобились все пять сетов. В августе Жил впервые вошёл в число ста сильнейших в рейтинге ATP, а затем на Открытом чемпионате США в третий раз за год проиграл Шарди в первом круге турнира Большого шлема. В итоге он закончил сезон на подступах к первой сотне, как в одиночном, так и в парном разряде.
За 2009 год Жил по два раза побывал в финале «челленджеров» в одиночном и парном разряде. В парах он победил оба раза, а в одиночном разряде — один. Наиболее значительным его успехом в турнирах АТР стал выход в третий круг турнира Мастерс в Майами после побед над Мишей Зверевым и Иво Карловичем. В третьем круге его остановил Рафаэль Надаль, первая ракетка мира. По ходу сезона Жил поднялся до 66 места в рейтинге, самого высокого в истории для португальских игроков на тот момент, а год первым из всех португальских игроков закончил в сотне сильнейших.
В мае 2010 года Жил вышел в свой первый финал турнира АТР. Это случилось у него на родине, в Португалии, в рамках Открытого чемпионата Эшторила. Начав турнир на 133-м месте в рейтинге, он победил по пути в финал Руя Машаду — первую ракетку Португалии на тот момент, — и трёх соперников из первой сотни, лучший из которых, Гильермо Гарсия-Лопес, занимал в тот момент сороковое место в рейтинге. В рядах сборной Португалии он выиграл все семь своих встреч против команд Дании, Кипра и Боснии. В парном разряде его лучшим результатом стал выход в третий круг Открытого чемпионата США, где его партнёром был Даниэль Химено-Травер. Вместе они победили во втором круге одну из лучших пар мира, Жюльена Беннето и Микаэля Льодра. Тем не менее ни в парном, ни в одиночном разряде эти успехи не обеспечили Жилу места в сотне сильнейших к концу сезона.
В одиночном разряде Жил вернулся в Top-100 после выхода во второй круг Открытого чемпионата Австралии 2011 года. Это стало первым случаем в его одиночной карьере, когда он преодолел первый круг на турнире Большого шлема. В дальнейшем в том же сезоне ему удалось выйти в четвертьфинал турнира Мастерс в Монте-Карло, последовательно победив троих соперников из Top-50 мирового рейтинга, в том числе десятую ракетку мира Гаэля Монфиса; в четвертьфинале его остановил Энди Маррей — четвёртая ракетка мира. Этот успех позволил Жилу достичь рекордной для себя 62-й позиции в рейтинге (в сентябре, однако, Руй Машаду достиг 61-го места, поставив новый португальский рекорд). На протяжении остатка сезона Жил не смог приблизиться к этому успеху и закончил год вновь за пределами первой сотни рейтинга. На следующий год неудачи в одиночном разряде продолжались — после выхода в третий круг Открытого чемпионата Австралии и четвертьфинал турнира в Чили в самом начале года Жил почти перестал побеждать в турнирах АТР и даже на уровне «челленджеров» неоднократно проигрывал уже в первом круге. В парном разряде, напротив, он, хотя почти и не выступал в турнирах АТР, добился высшего успеха с начала карьеры, выиграв в Чили первый за карьеру турнир этого уровня в паре с Химено-Травером. В мае 2013 года Жил объявил, что покидает корт на неопределённое время. Он собирался пройти курс психотерапии и, возможно, вернуться после этого, однако до конца сезона так и не возобновил участия в соревнованиях. Вернувшись на корт в начале следующего сезона, он выступал в основном во «фьючерсах», сумев выиграть один из них. В «челленджерах» он не проходил дальше второго круга, а в турнирах основного тура АТР выбывал из борьбы уже на отборочном этапе, за весь сезон заработав меньше десяти тысяч долларов. Изменений не принёс и 2015 год, за который Жил выиграл один одиночный и три парных «фьючерса», не выходя из квалификации даже в «челленджерах» и снова заработав лишь чуть больше десяти тысяч долларов за сезон. Эту планку ему удалось преодолеть и в 2016 году, уже полностью проведенном во «фьючерсах» (1 титул в одиночном и 9 в парном разряде).
В 2017 году Жил один раз (в Лиссабоне) сыграл в финале «челленджера» в парном разряде, а во «фьючерсах» завоевал по одному титулу в одиночном и парном разряде. За 2018 год португалец шесть раз играл в финалах «фьючерсов» в одиночном разряде (завоевав три титула) и 13 раз — в парном (7 побед), но уже на следующем уровне появлялся редко и без особых успехов. Тем не менее его призовые в этом сезоне составили больше 35 тысяч долларов. В следующем сезоне на счету Жила в одиночном разряде были две победы в пяти финалах «фьючерсов» (все в Португалии), а в парном — одна победа в трёх финалах. За год он заработал чуть больше 20 тысяч и после трёхлетнего перерыва сумел завершить сезон в числе 500 лучших игроков в рейтинге. За укороченный сезон 2020 года португалец провёл только два матча в парном разряде — оба осенью в турнирах-фьючерсах у себя на родине — и оба раза проиграл. В сезоне 2021 года он сыграл в парах четыре матча (одержав одну победу) и трижды проиграл в первом круге в одиночном разряде. После более чем двухлетнего перерыва в выступлениях вернулся на корт в июле 2023 года и в сентябре с Дьогу Маркишем дошёл до финала турнира ITF категории M25 в Сетубале.

## Финалы турниров ATP и Challenger за карьеру
| Легенда                     |
| --------------------------- |
| Большой шлем (0)            |
| Финал Мирового Тура ATP (0) |
| ATP Мастерс (0)             |
| ATP 500 (0)                 |
| ATP 250 (2)                 |
| ATP Challenger (22)         |

### Одиночный разряд (1+7)

#### Победы (0+6)
| №  | Дата        | Турнир       | Покрытие | Соперник в финале | Счёт в финале |
| -- | ----------- | ------------ | -------- | ----------------- | ------------- |
| 1. | 5 июн 2006  | Сассуоло     | Грунт    | Горка Фрайле      | 6-3, 7-5      |
| 2. | 10 сен 2007 | Севилья      | Грунт    | Пабло Андухар     | 6-1, 6-3      |
| 3. | 2 июн 2008  | Сассуоло (2) | Грунт    | Сантьяго Вентура  | 6-2, 6-3      |
| 4. | 11 авг 2008 | Стамбул      | Хард     | Бенедикт Дорш     | 6-4, 1-6, 6-3 |
| 5. | 4 окт 2009  | Неаполь      | Грунт    | Потито Стараче    | 2-6, 6-1, 6-4 |
| 6. | 20 июн 2010 | Милан        | Грунт    | Максимо Гонсалес  | 6-1, 7-5      |

#### Поражения (1+1)
| №  | Дата       | Турнир                              | Покрытие | Соперник в финале | Счёт в финале  |
| -- | ---------- | ----------------------------------- | -------- | ----------------- | -------------- |
| 1. | 3 мая 2009 | Открытый чемпионат Туниса           | Грунт    | Гастон Гаудио     | 2-6, 6-1, 3-6  |
| 2. | 9 мая 2010 | Открытый чемпионат Эшторила, Оэйраш | Грунт    | Альберт Монтаньес | 2-6, 7-64, 5-7 |

### Парный разряд (1+16)

#### Победы (1+7)
| №  | Дата        | Турнир                     | Покрытие | Партнёр               | Соперники в финале                    | Счёт в финале     |
| -- | ----------- | -------------------------- | -------- | --------------------- | ------------------------------------- | ----------------- |
| 1. | 12 мая 2008 | Марракеш                   | Грунт    | Флорин Мерджа         | Джеймс Окленд Джейми Дельгадо         | 6-2, 6-3          |
| 2. | 6 июл 2008  | Sporting Challenger, Турин | Грунт    | Карлос Берлок         | Ярослав Левинский Томаш Цибулец       | 6-4, 6-3          |
| 3. | 15 авг 2009 | Стамбул                    | Хард     | Филип Прпич           | Григор Димитров Марсель Ильхан        | 3-6, 6-2, [10-6]  |
| 4. | 4 окт 2009  | Неаполь                    | Грунт    | Иван Додиг            | Тиаго Алвес Лукаш Росол               | 6-1, 6-3          |
| 5. | 12 июн 2010 | BSI Challenger Lugano      | Грунт    | Кристоф Рохус         | Сантьяго Гонсалес Тревис Реттенмайер  | 7-5, 7-63         |
| 6. | 4 июл 2010  | Sporting Challenger (2)    | Грунт    | Карлос Берлок         | Даниэле Браччали Потито Стараче       | 6-3, 7-65         |
| 7. | 30 окт 2011 | Сан-Жозе-ду-Риу-Прету      | Грунт    | Ярослав Поспишил      | Франко Феррейро Рубен Рамирес-Идальго | 6-4, 6-4          |
| 8. | 5 фев 2012  | VTR Open, Винья-дель-Мар   | Грунт    | Даниэль Химено-Травер | Пабло Андухар Карлос Берлок           | 1-6, 7-5, [12-10] |

#### Поражения (0+9)
| №  | Дата        | Турнир       | Покрытие | Партнёр             | Соперники в финале                    | Счёт в финале      |
| -- | ----------- | ------------ | -------- | ------------------- | ------------------------------------- | ------------------ |
| 1. | 17 окт 2005 | Богота       | Грунт    | Марсело Мело        | Сантьяго Гонсалес Маркос Даниэл       | 2-6, 5-7           |
| 2. | 19 июн 2006 | Милан        | Грунт    | Хуан Альберт Вилока | Джорджо Галимберти Харел Леви         | 3-6, 3-6           |
| 3. | 12 мар 2007 | Богота       | Грунт    | Дик Норман          | Мартин Гарсия Диего Хартфилд          | 4-6, 6-3, [5-10]   |
| 4. | 28 мая 2007 | Карлсруэ     | Грунт    | Михаэль Беррер      | Миша Зверев Алекс Кузнецов            | 4-6, 7-66, [4-10]  |
| 5. | 4 июн 2007  | Фюрт         | Грунт    | Фабио Фоньини       | Андре Гем Бруно Эчагарай              | 6-71, 6-4, [11-13] |
| 6. | 20 авг 2007 | Манербио     | Грунт    | Альберто Мартин     | Анталь ван дер Дёйм Бой Вестерхоф     | 6-74, 6-3, [8-10]  |
| 7. | 31 мар 2008 | Неаполь      | Грунт    | Луис Орна           | Ярослав Левинский Томаш Цибулец       | 1-6, 3-6           |
| 8. | 5 ноя 2011  | Сан-Леополду | Грунт    | Гаштан Элиаш        | Франко Феррейро Рубен Рамирес-Идальго | 7-64, 3-6, [9-11]  |
| 9. | 18 июл 2017 | Лиссабон     | Грунт    | Гонсалу Оливейра    | Руан Рулофсе Кристофер Рунгкат        | 6-77, 1-6          |